# Skab (sygdom)
 For alternative betydninger, se Skab (flertydig). (Se også artikler, som begynder med Skab)
Skab er en betegnelse for fnat (dvs. angreb af hudmider) hos dyr. Skab er ikke livstruende i sig selv, men den konstante irritation forhindrer dyrene i at æde og hvile ordentligt, sådan at de langsomt mister huld og får svækket immunforsvaret. Dette kan – i forbindelse med ellers harmløse sygdomme – føre til dyrenes død.